# Ägyptische Mittelmeerküste

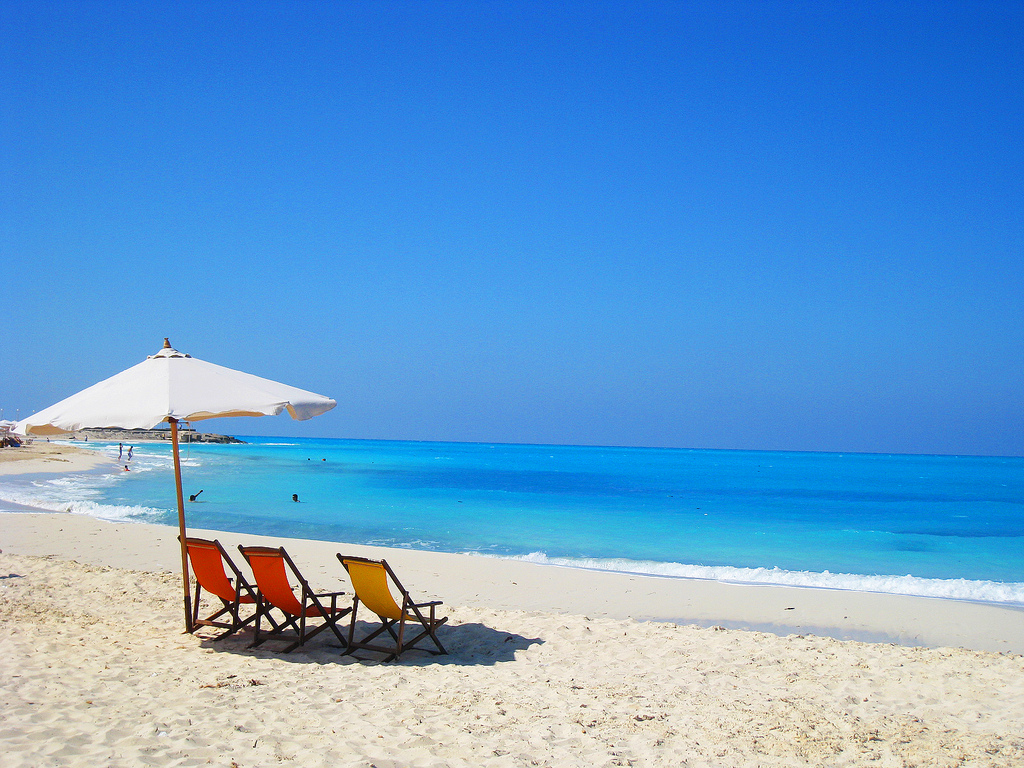
Die Mittelmeerküste Ägyptens

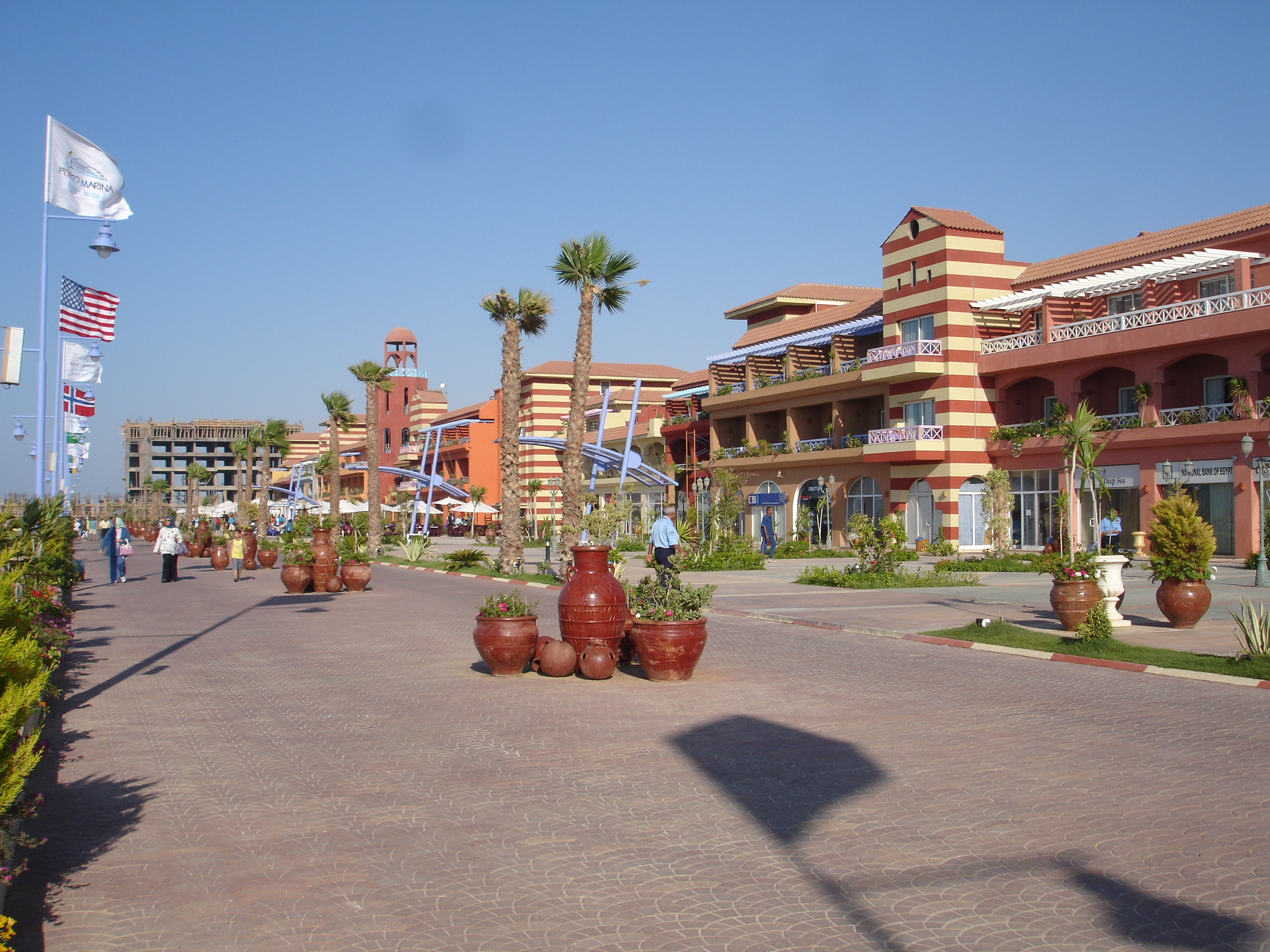
Hotels in Porto Marina, einem der berühmten lokalen Touristenziele Ägyptens

Die ägyptische Mittelmeerküste ist eine über 1.050 km lange Küstenlinie entlang des Mittelmeers im nördlichen Territorium Ägyptens. Sie zählt zu den längsten Mittelmeerküsten in Nordafrika.
Alexandria, eine Stadt in Unterägypten (Nordägypten), liegt im Zentrum der Mittelmeerküste Ägyptens. Diese Küstenregion wurde im 4. Jahrhundert v. Chr. von Alexander dem Großen ausgewählt und gilt seit über 2.300 Jahren als Knotenpunkt des Seeverkehrs zwischen dem Mittelmeer und dem Nildelta zu dienen. Im Sommer suchen die Ägypter üblicherweise aufgrund der Hitze in anderen Städten und Orten Ägyptens die Nordküste auf. Hier verweilen sie in Dörfern und Resorts, die sich in Sidi Abd ar-Rahman, El-Alamein und Ras al-Hekma befinden.

## Geschichte
Während des Eozäns war das Gebiet, das heute einen Teil des modernen Ägyptens ausmacht, ein Meer, in dem sich Muscheln wie Linsensteine gesammelt hatten, die sich später zu Kalkstein formten. Dieser Kalkstein wurde zur Errichtung antiker ägyptischer Monumente verwendet.
Im Verlauf der Geschichte erlebte die nördliche Küste Ägyptens eine Reihe von Eroberungen und Herrschaften durch fremde Mächte wie die Achämeniden, Makedonier, Römer, Byzantiner, Franzosen, Osmanen, Napoleoner und Briten.

## Geografie und Natur
Im Gegensatz zur ägyptischen Riviera am Roten Meer ist die Mittelmeerküste Ägyptens komplett flach und von niedrigwüchsigen Sträuchern geprägt, mit Ausnahme des westlichsten Teils, der durch das 400 m hohe Marmarika-Plateau gekennzeichnet ist. Die Region beherbergt auch die fünf nördlichsten Seen Ägyptens.
Die mediterrane Flora und Fauna sind typisch für die Region sowohl an Land als auch im Meer. Die Sommer sind angenehm bis heiß, während das Wetter im Winter mild ist. Die Region erhält die meisten Regenfälle in Ägypten. In einigen Städten und Orten können Schneefälle auftreten.

### Klima
Obwohl der größte Teil Ägyptens nach der Köppen-Geiger-Klassifikation im Bereich von geringen Niederschlägen und heißem Wüstenklima liegt, mildern die vorherrschenden Winde vom Mittelmeer die Temperaturen entlang der nördlichen Küste erheblich ab. Die Sommer sind mäßig heiß und feucht, während die Winter mäßig feucht und mild sind.
Die Temperaturen variieren zwischen einem monatlichen Durchschnittsminimum von 9,5 °C  im Winter und 23 °C im Sommer. Der durchschnittliche monatliche Höchstwert liegt im Winter bei 17 °C und im Sommer bei 31 °C.

## Städte und Dörfer
Ägyptens Mittelmeerküste kann in 4 Unterregionen eingeteilt werden:
- Westliche Nordküste: Diese Region weist eine höhere Niederschlagsmenge auf. In höheren Lagen fällt mehr Schnee und es ist kälter als in den anderen drei Teilen. Es gibt hier auch mehr bewaldete Gebiete und Sträucher, aber keine Seen. Diese Unterregion liegt gegenüber von Griechenland und Kreta. Zwischen Marsa Matruh und Alexandria erstrecken sich eine Reihe von Sommerresorts, wobei die westlichen Resorts von El-Alamein in den letzten Jahren immer beliebter geworden sind. Es gibt Städte, Dörfer und Ortschaften wie:
  - Sallum, eine Grenzstadt in der Nähe der Grenze zwischen Ägypten und Libyen,
  - Baqiqi, ein Fischerdorf,
  - Sidi Barrani, eine Stadt und die nächstgelegene bewohnte Siedlung Ägyptens in Richtung Europa und Griechenland,
  - Schammas, ein Fischerdorf,
  - Zawiyet Umm el-Rakham, ein Dorf mit archäologischen Stätten,
  - Marsa Matruh, der Hauptseehafen an der westlichen Mittelmeerküste Ägyptens,[1]
  - Fuka, ein Dorf, das für Mittelmeerobst und touristische Strände bekannt ist,
  - El Dabaa, eine Stadt,
  - Sidi Abd ar-Rahman, eine neue touristische Hafenstadt mit einer Reihe Resorts

- Zentrale Nordküste: Die südlichste Mittelmeerküste in Ägypten, die eine große Bucht bildet. Sie hat keine Seen. Diese Unterregion liegt in Richtung Westen der Türkei. Sie hat Städte, Dörfer und Gemeinden wie:
  - El-Alamein, die südlichste Mittelmeerküstenstadt,
  - Marina el-Alamein, eine ägyptische Stadt mit großen Resorts und antiken ägyptischen und römischen Monumenten,
  - Sidi Kreir, eine wichtige Stadt und Gemeinde,
  - Borg El Arab, eine Großstadt,
  - Alexandria, der wichtigste Mittelmeerhafen und die zweitgrößte Stadt in Ägypten.

- Nordküste am Delta: Diese Region hat eine größere Bevölkerung und größere Städte, mit Ausnahme von Alexandria. Drei der nördlichen Seen Ägyptens befinden sich dort: der Maryut-See, der Idko-See und der Burullus-See. Diese Teilregion liegt gegenüber von der Zentral-Türkei. Zu den Städten, Dörfern und Ortschaften gehören:
  - Rosette, eine historische Stadt im westlichen Nildelta, wo der Nilarm auf das Mittelmeer trifft,
  - Baltim, an der nördlichen Spitze des Nildeltas gelegen, eine der nördlichsten Städte Nordafrikas,
  - Gamasa, eine lokale touristische Stadt,
  - Ras al-Barr, eine touristische Stadt,
  - Izbat al-Burdsch, eine Fischerstadt,
  - Damiette, eine wichtige Stadt und Hafenstadt

- Östliche Nordküste: Sie hat die geringste Niederschlagsmenge, aber ihre Städte und Dörfer sind von großer geopolitischer und wirtschaftlicher Bedeutung. In dieser Unterregion befinden sich auch zwei nördliche Seen Ägyptens: der Manzala-See und der Bardawil-See. Es gibt Städte, Dörfer und Ortschaften wie:
  - Port Said, eine europäisch gestaltete Stadt, Eingang zum Suezkanal und Ägyptens wichtigster östlicher Seehafen,
  - al-Arisch, ein wichtiger Hafen am  Arisch-Fluss und im Arisch-Tal
  - Rafah, Ägyptens letzte Stadt am östlichen Mittelmeer an der Grenze zum Gazastreifen.